# Алберт Кеселринг
Алберт Кеселринг (на немски: Albert von Kesselring) е немски фелдмаршал от Втората световна война. Той е един от най-уважаваните и умели генерали на Нацистка Германия и е известен под прякора Усмихващият се Алберт или Усмихващия се Кеселринг. Командва нашествията срещу Полша, Франция, СССР и Битката за Британия.

## Ранно детство
Алберт Кеселринг е роден в Маркстевт, Бавария, на 30 ноември 1885 г., син е на учителя Карл Кеселринг и неговата съпруга Роса.
Учи в германско училище в Байройт през 1914 г. и се присъединява към Немската армия като офицерски кадет във Втори Баварски Артилерийски полк, базиран в Мец. Кеселринг остава в този полк до 1915 г.
Жени се за Луис Анна Паулина Кейслер (която умира на 26 януари 1957 г.) през 1910 г. Те осиновяват Раниер – сина на втория братовчед на Кеселринг (Курт Кеселринг) – през 1913 г. 

## Голямата война
Кеселринг е изпратен в Първи Баварски полк, като част от Шеста армия, през 1915 г., обаче през 1916 г. е изпратен в Трети Баварски полк. През 1917 г. е изпратен в Генералния щаб, който решава да го изпрати на Източния фронт – в Първа Баварска Ландверна дивизия. През 1918 г. се завръща на Западния фронт като командир на Първи и Трети Баварски корпус.
По време на Първата световна война често пуши до двадесет цигари на ден. Спира да пуши през 1925 г.

## Годините между двете войни
След завръщането си от Първата световна война, Кеселринг е привлечен в демобилизацията на Трети баварски корпус в областта Нюрнберг, в завършването на който е издадена заповед за арест на Кеселринг, поради неговото предполагаемо участие в преврата срещу командването на Третия баварски корпус.
От 1919 до 1922 г. работи като командир на батарея. На 1 октомври 1922 г. се присъединява към Райхсвер и оттам е изпратен в Тренировъчния отдел на армията към Министерството на Райхсвера в Берлин. Той остава на този пост до 1929 г., когато се завръща в Бавария като командир на Wehrkreis VII.  По време на службата си в Министерството на Райхсвера, Кеселринг е въвлечен в Организацията на Армията, за да участва в съставянето на възможно най-добрата армия с намалели персонаж и ресурси. Въвлечен е в реорганизацията на отдела за снаряжение, поставяйки основата на НИОКР (Научноизследователска и опитно-конструкторска работа), която има за цел създаването на нови оръжия. След друго кратко ограничение на Министерството на Райхсвера, Кеселринг е изпратен за две години в Дрезден като подполковник на Четвърти артилерийски полк.
По свое желание, Кеселринг е освободен от армията на 1 октомври 1933 г. и става ръководител на Административния департамент по въздушно дело и предвестник на Въздушното министерство. Като главен администратор, той трябва да състави своя нов персонал отначало. Въвлечен е в повторно поделение на промишлеността за превоз със самолет. По това време прави тайни сделки с индустриалци и инженери.
На 48-годишна възраст се учи да управлява самолет.

## Втора световна война

### Полша
По време на Полската кампания, Луфтфлоте 1 на Кеселринг работи по поддръжката на Група армии „Север“, командвани от генерал Федор фон Бок. Въпреки че не е под командването на фон Бок, Кеселринг работи внимателно с фон Бок, защото имат обща цел. Той се стреми да предостави най-добра въздушна поддръжка на сухопътните войски и използва гъвкавостта на въздушното командване, за да концентрира цялата сила върху критични точки, така както при Битката за Кутно. Той се опитва да намали полските комуникации чрез въздушни атаки над Варшава, но дори 1000 кг. бомби не гарантират, че мостовете ще бъдат разрушени.
Кеселринг използва така умело военновъздушните сили, че Полша е застрашена пет пъти от бомбардиране през Втората световна война.
Поради своите заслуги към немската армия по време на Полската кампания, Кеселринг е награден с Рицарски кръст с дъбови листа и мечове от Адолф Хитлер.

### Западна Европа
Луфтфлоте 1 на Кеселринг не започва приготовления за кампанията на запад, а остава на изток като гарнизон, изграждайки нови предпазни мерки за въздушни нападения над превзетата Полша. След аварийно кацане на самолет в Белгия с копия на германски планове за нашествия, фелдмаршал Херман Гьоринг освобождава от длъжност командира на Луфтфлоте 2, Хелмут Фелми, и назначава Кеселринг на този пост. Той лети още следващия ден до новия си щаб, на 13 януари 1940 г. След като освобождават и главнокомандващия при командването на Фелми, Кеселринг назначава на този пост генерал-майор Вилхелм Шпайдел.
Пристигайки в Западна Европа, Кеселринг вижда, че Луфтфлоте 2 се включва към поддръжката на Група армии „Б“ на Федор фон Бок. Кеселринг наследява от Фелми план за сложно въздушно нападение, имащ нужда от забавяне с няколко часа. Докато първоначални въздушни операции срещу Холандия са със сроден план, Кеселринг получава нареждане за бомбардиране на малките военновъздушни сили на Нидерландия, а парашутистите се сблъскват със силен опонент. На 14 май 1940 г., отговаряйки на призив за съдействие от Курт Щудент, Кеселринг дава заповед за бомбардирането на центъра на Ротердам – 80 000 души остават бездомни.
След нападенията над Нидерландия, Луфтфлоте 2 се насочва към Белгия. Хитлер решава да спре това нашествие, защото по това време немските войски се сражават срещу Великобритания и Франция.
Поради заслугите си по време на кампанията на запад, чинът на Кеселринг е повишен на генерал-фелдмаршал на 19 юли 1940 г.

### Битката за Британия
След кампанията във Франция, Луфтвафе 2 на Кеселринг участва в Битката за Британия. Луфтвафе 2 първоначално е отговорен за бомбардирането над Югоизточна Англия и областта на Лондон, но в продължението на конфликта става ясно, че Луфтвафе 3, с командването на фелдмаршал Хуго Сперъл, нанася повече щети от Луфтвафе 2 през нощта, а Луфтвафе 2 нанася по-сериозни щети през деня. Кеселринг е въвлечен в планирането на множество нападения, включително и това над Ковънтри през ноември 1940 г.  Летците на Кеселринг докладват множество победи, но се разбира, че са неспособни да нанесат решителна победа. Вместо това, Луфтвафе използва гъвкавостта на въздушните сили на разменяне на цели.

### Тунис
Операция Факел предизвиква криза в командването на Кеселринг. Той казва на Валтер Неринг, бившият командир на Африканския корпус, който се възстановява от раните си, получени по време на Боя при Алам Халфа, да продължи към Тунис, за да заеме командването на нов корпус (корпус XC). Кеселринг поръчва на Неринг да създаде предмостие в Тунис. През декември, генерал Дуайт Айзенхауер, от съюзниците, е принуден да признае, че Кеселринг е спечелил първата част от войната; но Операция Факел завършва с победа за съюзниците и силите на Оста са премахнати от Тунис.
След отблъскването на немските и италиански сили, Кеселринг се надява да предприеме офанзива срещу Съюзниците в Северна Африка. По време на битката при прохода Касерин, Германия и Италия побеждават, но в крайна сметка Съюзническите сили започват съпротива и поради допуснатите множество грешки на Страните от Оста и това спира напредъка на силите на Оста. Кеселринг започва подобряване на войската, като премества необходимите тонажи от Сицилия, но внезапните атаки на съюзнически самолети и подводници провалят това начинание. Операция „Вулкан“ окончателно проваля начинанията на Третия райх за властване над Тунис. Около 275 000 германски и италиански войници са пленени и изпратени в различни затвори. Само Битката при Сталинград засенчва тази катастрофа. Като отговор, Кеселринг държи шест месеца съюзническите войски на африканска територия – Тунис – от лятото на 1943 до 1944 г.